# فهرست اعضای شورای نگهبان
این مقاله فهرستی از اعضای شورای نگهبان از نخستین دوره‌اش در ۱۳۵۹ تاکنون است.

## دوره اول (۱۳۵۹ تا ۱۳۶۵)
فقهای دوره اول در اول اسفندماه سال ۱۳۵۸ توسط بنیانگذار جمهوری اسلامی ایران آیت‌الله خمینی انتخاب و فعالیت آنها از تاریخ ۲۶ تیر ۱۳۵۹ آغاز گردید که عبارت بودند از:
فقها
1. لطف‌الله صافی گلپایگانی (در هنگام عضویت ۶۱ ساله بود)
2. احمد جنتی (در هنگام عضویت ۵۳ ساله بود)
3. عبدالرحیم ربانی شیرازی (در هنگام عضویت ۵۷ ساله بود) (درگذشت)← محمدرضا مهدوی کنی ۲۱/۱۲/۱۳۶۰ ← محمد مؤمن سه سال دوم.
4. محمدرضا مهدوی کنی (در هنگام عضویت ۴۷ ساله بود)← ابوالقاسم خزعلی ۱۲/۹/۱۳۵۹.
5. غلامرضا رضوانی (در هنگام عضویت ۴۹ ساله بود)← محمد محمدی گیلانی سه سال دوم.
6. یوسف صانعی (در هنگام عضویت ۴۲ ساله بود) ← محمدمهدی ربانی املشی از تاریخ ۲۸/۱۰/۱۳۶۱ ← محمد امامی کاشانی از تیرماه سال ۶۲ سه سال دوم.

حقوقدانان
1. دکتر محمد صالحی، در هنگام عضویت ۴۷ ساله بود.
2. دکتر گودرز افتخار جهرمی، در هنگام عضویت ۳۶ ساله بود.
3. دکتر محسن هادوی، در هنگام عضویت ۵۱ ساله بود (دورهٔ نخست) ← سید جلال‌الدین مدنی (دورهٔ دوم)
4. مهدی هادوی ← خسرو بیژنی (دورهٔ دوم)
5. دکتر علی آراد، در هنگام عضویت ۵۲ ساله بود.
6. دکتر حسین مهرپور، در هنگام عضویت ۳۶ ساله بود.

## دوره دوم (۱۳۶۵ تا ۱۳۷۱)
فقها
1. محمد محمدی گیلانی (دبیر)
2. احمد جنتی
3. محمد امامی کاشانی
4. محمد مؤمن
5. لطف‌الله صافی گلپایگانی ← محمد یزدی (از ۴ تیر ۱۳۶۷)
6. ابوالقاسم خزعلی

حقوقدانان
1. گودرز افتخار جهرمی
2. حسن فاخری
3. حسین مهرپور
4. محمدرضا علیزاده
5. سید جلال‌الدین مدنی (دورهٔ نخست) ← احمد علیزاده (دورهٔ دوم)
6. خسرو بیژنی (دورهٔ نخست) ← حسن حبیبی (دورهٔ دوم)

## دوره سوم (۱۳۷۱ تا ۱۳۷۷)
فقیهان
1. احمد جنتی (دبیر)
2. محمد امامی کاشانی
3. محمد مؤمن
4. غلامرضا رضوانی
5. ابوالقاسم خزعلی
6. محمد محمدی گیلانی ← هاشمی شاهرودی (از ۳۰ بهمن ۱۳۷۳)

حقوقدانان
1. احمد علیزاده
2. حسن حبیبی
3. خسرو بیژنی
4. محمدرضا عباسی فرد
5. محمدرضا علیزاده
6. حسن فاخری (دورهٔ نخست) ← سید رضا زواره‌ای (دورهٔ دوم تا استعفا در ۱۳۷۵) ← علی آراد (از ۱۳۷۶)

## دوره چهارم (۱۳۷۷ تا ۱۳۸۳)
فقها
1. احمد جنتی (دبیر)
2. محمد امامی کاشانی ← رضا استادی (از ۱۲ مرداد ۱۳۷۸)
3. محمد مؤمن
4. غلامرضا رضوانی
5. ابوالقاسم خزعلی ← حسن طاهری خرم‌آبادی (از ۱۲ مرداد ۱۳۷۸ تا استعفا در تیر ۱۳۸۰) ← محمدحسن قدیری (از تیر ۱۳۸۰)
6. سید محمود هاشمی شاهرودی ← محمد یزدی (از ۲۴ مرداد ۱۳۷۸)

حقوقدانان
1. احمد علیزاده (دورهٔ نخست) ← ابراهیم عزیزی (دورهٔ دوم) (سخنگو)
2. حسن حبیبی (دورهٔ نخست) ← عباسعلی کدخدایی (دورهٔ دوم)
3. سید رضا زواره‌ای
4. علی آراد (دورهٔ نخست) ← محسن اسماعیلی (دورهٔ دوم)
5. محمدرضا عباسی فرد (استعفا در ۱۳۸۲)
6. محمدرضا علیزاده

## دوره پنجم (۱۳۸۳ تا ۱۳۸۹)
فقها
1. احمد جنتی (دبیر)
2. محمد مؤمن
3. غلامرضا رضوانی
4. صادق لاریجانی ← سید محمود هاشمی شاهرودی
5. سید محمدرضا مدرسی یزدی
6. محمد یزدی

حقوقدانان
1. محمدرضا علیزاده (قائم‌مقام دبیر)
2. محسن اسماعیلی
3. ابراهیم عزیزی (استعفا در ۱۳۸۸) ← عباسعلی کدخدایی (از ۱۳۸۸)
4. محمد سلیمی
5. غلامحسین الهام
6. عباسعلی کدخدایی (دورهٔ نخست)(سخنگو) ← حسینعلی امیری (دورهٔ دوم)
7. عباس کعبی‌نسب[۲]

## دوره ششم (۱۳۸۹ تا ۱۳۹۵)
فقها
1. احمد جنتی (دبیر)
2. محمد مؤمن
3. غلامرضا رضوانی (درگذشت: ۳۰ فروردین ۱۳۹۲) ← مهدی شب‌زنده‌دار جهرمی (سه سال دوم)
4. هاشمی شاهرودی
5. محمدرضا مدرسی‌یزدی
6. محمد یزدی

حقوقدانان
1. سیامک ره‌پیک
2. محمدرضا علیزاده (قائم‌مقام دبیر[۳])
3. محسن اسماعیلی
4. محمد سلیمی
5. عباسعلی کدخدایی (سخنگو) ← نجات‌الله ابراهیمیان (سخنگو) (سه سال دوم)
6. حسینعلی امیری ← سام سوادکوهی‌فر (سه سال دوم)

با پایان سه سال اول دوره ششم (۲۶ تیر ۱۳۹۲) در میان فقهای شورای نگهبان، با حکم رهبر ایران، سه تن از ایشان؛ محمد مؤمن، محمد یزدی و محمود هاشمی شاهرودی؛ در سمت خود ابقاء شدند و مهدی شب زنده‌دار جهرمی با توجه به درگذشت غلامرضا رضوانی به عنوان عضو جدید منصوب گردید.
همچنین در میان حقوقدانان با رأی مجلس شورای اسلامی محسن اسماعیلی مجدداً ابقا شد و بجای عباسعلی کدخدایی و حسینعلی امیری، سام سوادکوهی و نجات‌الله ابراهیمیان انتخاب شدند.

## دوره هفتم (۱۳۹۵ تا ۱۴۰۱)
فقها
1. احمد جنتی (دبیر)
2. محمد مؤمن (درگذشت: ۲ اسفند ۱۳۹۷) ← علیرضا اعرافی (از ۲۴ تیر ۱۳۹۸)
3. مهدی شب‌زنده‌دار جهرمی
4. سید محمود هاشمی شاهرودی (درگذشت: ۳ دی ۱۳۹۷) ← صادق آملی لاریجانی (استعفا در ۱۴۰۰) ← سید احمد حسینی خراسانی
5. سید محمدرضا مدرسی یزدی
6. محمد یزدی (استعفا در ۱۳۹۹) ← سید احمد خاتمی (از ۱۱ آبان ۱۳۹۹[۶])

حقوقدانان
1. نجات‌الله ابراهیمیان ← محمد دهقان (استعفا در تاریخ ۱۱ شهریور ۱۴۰۰) ← غلامرضا مولابیگی (از ۱۲ آبان ۱۴۰۰)
2. سام سوادکوهی‌فر ← هادی طحان‌نظیف (سخنگو)(سه سال دوم)
3. محسن اسماعیلی ← محمدحسن صادقی مقدم(سه سال دوم)
4. محمدرضا علیزاده (درگذشت) (قائم‌مقام دبیر از ۱۳۹۵ تا ۱۳۹۷)← سیامک ره‌پیک (از ۹ مرداد ۱۳۹۷) (قائم‌مقام دبیر از ۱۳۹۹ تا ۱۴۰۱)
5. سید فضل‌الله موسوی
6. عباسعلی کدخدایی (قائم‌مقام دبیر از ۱۳۹۷ تا ۱۳۹۹)

## دوره هشتم (۱۴۰۱ تا ۱۴۰۷) (دوره کنونی)
اعضای فقها
1. احمد جنتی (دبیر)
2. سید محمدرضا مدرسی یزدی
3. مهدی شب‌زنده‌دار جهرمی
4. علیرضا اعرافی
5. سید احمد خاتمی
6. سید احمد حسینی خراسانی

حقوقدانان
1. عباسعلی کدخدایی
2. سیامک ره‌پیک (قائم‌مقام دبیر)
3. هادی طحان‌نظیف (سخنگو)
4. محمدحسن صادقی مقدم←سید بهزاد پورسید(سه سال دوم)
5. غلامرضا مولابیگی
6. خیرالله پروین

## عضویت تاریخی فقها
| ر                                                           | نام                                 | نگاره | سن در هنگام عضویت | مدت تصدی | دوره(ها)                | گمارنده                           |
| ----------------------------------------------------------- | ----------------------------------- | ----- | ----------------- | -------- | ----------------------- | --------------------------------- |
| ۱                                                           | احمد جنتی (زاده ۱۳۰۵)               |       | ۵۳ سال            | (۴۴ سال) | ۱، ۲، ۳، ۴، ۵، ۶، ۷ و ۸ | سید روح‌الله خمینی سید علی خامنه‌ای |
| ۲                                                           | محمد مؤمن (۱۳۱۶-۱۳۹۷)               |       | ۴۵ سال            | ۳۵ سال   | ۱، ۲، ۳، ۴، ۵، ۶ و ۷    | سید روح‌الله خمینی سید علی خامنه‌ای |
| ۳                                                           | محمد امامی کاشانی (۱۳۱۰-۱۴۰۲)       |       | ۴۱ سال            | ۱۶ سال   | ۱، ۲، ۳ و ۴             | سید روح‌الله خمینی سید علی خامنه‌ای |
| ۴                                                           | غلامرضا رضوانی (۱۳۰۹-۱۳۹۲)          |       | ۵۰ سال            | ۲۴ سال   | ۱، ۳، ۴، ۵ و ۶          | سید روح‌الله خمینی سید علی خامنه‌ای |
| ۵                                                           | ابوالقاسم خزعلی (۱۳۰۴-۱۳۹۴)         |       | ۵۵ سال            | ۱۹ سال   | ۱، ۲، ۳ و ۴             | سید روح‌الله خمینی سید علی خامنه‌ای |
| ۶                                                           | محمد محمدی گیلانی (۱۳۰۷-۱۳۹۳)       |       | ۵۴ سال            | ۱۱ سال   | ۱، ۲ و ۳                | سید روح‌الله خمینی سید علی خامنه‌ای |
| ۷                                                           | لطف‌الله صافی گلپایگانی (۱۲۹۷-۱۴۰۰)  |       | ۶۱ سال            | ۸ سال    | ۱ و ۲                   | سید روح‌الله خمینی                 |
| ۸                                                           | عبدالرحیم ربانی شیرازی (۱۳۰۱-۱۳۶۰)  |       | ۵۷ سال            | ۱ سال    | ۱                       | سید روح‌الله خمینی                 |
| ۹                                                           | یوسف صانعی (۱۳۱۶-۱۳۹۹)              |       | ۴۲ سال            | ۳ سال    | ۱                       | سید روح‌الله خمینی                 |
| ۱۰                                                          | محمدرضا مهدوی کنی (۱۳۱۰-۱۳۹۳)       |       | ۴۹ سال            | ۲ سال    | ۱                       | سید روح‌الله خمینی                 |
| ۱۱                                                          | محمد مهدی ربانی املشی (۱۳۱۳-۱۳۶۴)   |       | ۴۴ سال            | ۲ سال    | ۱                       | سید روح‌الله خمینی                 |
| ۱۲                                                          | محمد یزدی (۱۳۱۰-۱۳۹۹)               |       | ۵۷ سال            | ۲۲ سال   | ۲، ۴، ۵، ۶ و ۷          | سید روح‌الله خمینی سید علی خامنه‌ای |
| ۱۳                                                          | سید محمود هاشمی شاهرودی (۱۳۲۷-۱۳۹۷) |       | ۶۱ سال            | ۱۴ سال   | ۳، ۴، ۵، ۶ و ۷          | سید علی خامنه‌ای                   |
| ۱۴                                                          | سید محمدرضا مدرسی یزدی (زاده ۱۳۳۴)  |       | ۴۹ سال            | (۲۱ سال) | ۴، ۵، ۶، ۷ و ۸          | سید علی خامنه‌ای                   |
| ۱۵                                                          | صادق لاریجانی (زاده ۱۳۳۹)           |       | ۳۹ سال            | ۱۰ سال   | ۴، ۵ و ۷                | سید علی خامنه‌ای                   |
| ۱۶                                                          | رضا استادی (زاده ۱۳۱۶)              |       | ۶۲ سال            | ۱۰ سال   | ۴ و ۵                   | سید علی خامنه‌ای                   |
| ۱۷                                                          | محمد حسن قدیری (۱۳۱۷-۱۳۸۷)          |       | ۶۳ سال            | ۳ سال    | ۴                       | سید علی خامنه‌ای                   |
| ۱۸                                                          | حسن طاهری خرم‌آبادی (۱۳۱۷-۱۳۹۲)      |       | ۶۱ سال            | ۲ سال    | ۴                       | سید علی خامنه‌ای                   |
| ۱۹                                                          | مهدی شب‌زنده دار (زاده ۱۳۳۲)         |       | ۶۰ سال            | (۱۲ سال) | ۶، ۷ و ۸                | سید علی خامنه‌ای                   |
| ۲۰                                                          | علیرضا اعرافی (زاده ۱۳۳۸)           |       | ۶۰ سال            | (۵ سال)  | ۷ و ۸                   | سید علی خامنه‌ای                   |
| ۲۱                                                          | احمد خاتمی (زاده ۱۳۳۹)              |       | ۶۰ سال            | (۴ سال)  | ۷ و ۸                   | سید علی خامنه‌ای                   |
| ۲۲                                                          | سید احمد حسینی خراسانی (زاده ۱۳۳۸)  |       | ۶۲ سال            | (۳ سال)  | ۷ و ۸                   | سید علی خامنه‌ای                   |
| نکته: هر دوره نشان‌دهنده یک دوره شش ساله از تیر تا خرداد است |                                     |       |                   |          |                         |                                   |

## عضویت تاریخی حقوقدانان
| ر  | نام                 | مدت دوره | دوره(ها)          | نامزدکننده                                                       |
| -- | ------------------- | -------- | ----------------- | ---------------------------------------------------------------- |
| ۱  | محسن هادوی          | ۳ سال    | ۱                 | شورای عالی قضایی                                                 |
| ۲  | مهدی هادوی          | ۳ سال    | ۱                 | شورای عالی قضایی                                                 |
| ۳  | محمد صالحی          | ۶ سال    | ۱                 | شورای عالی قضایی                                                 |
| ۴  | علی آراد            | ۱۰ سال   | ۱، ۳ و ۴          | شورای عالی قضایی محمد یزدی                                       |
| ۵  | حسین مهرپور         | ۱۲ سال   | ۱ و ۲             | شورای عالی قضایی                                                 |
| ۶  | گودرز افتخار جهرمی  | ۹ سال    | ۱ و ۲             | شورای عالی قضایی                                                 |
| ۷  | سید جلال‌الدین مدنی  | ۶ سال    | ۱ و ۲             | شورای عالی قضایی                                                 |
| ۸  | خسرو بیژنی          | ۱۲ سال   | ۲ و ۳             | شورای عالی قضایی محمد یزدی                                       |
| ۹  | حسن فاخری           | ۱۲ سال   | ۱، ۲ و ۳          | شورای عالی قضایی محمد یزدی                                       |
| ۱۰ | محمدرضا علیزاده     | ۳۲ سال   | ۲، ۳، ۴، ۵، ۶ و ۷ | شورای عالی قضایی محمد یزدی سید محمود هاشمی شاهرودی صادق لاریجانی |
| ۱۱ | حسن حبیبی           | ۱۲ سال   | ۲، ۳ و ۴          | شورای عالی قضایی محمد یزدی                                       |
| ۱۲ | احمد علیزاده        | ۱۲ سال   | ۲، ۳ و ۴          | شورای عالی قضایی محمد یزدی                                       |
| ۱۳ | محمدرضا عباسی فرد   | ۹ سال    | ۳ و ۴             | محمد یزدی                                                        |
| ۱۴ | رضا زواره‌ای         | ؟        | ۳ و ۴             | محمد یزدی                                                        |
| ۱۵ | ابراهیم عزیزی       | ۸ سال    | ۳ و ۴             | سید محمود هاشمی شاهرودی                                          |
| ۱۶ | عباسعلی کدخدایی     | (۲۰ سال) | ۴، ۵، ۶، ۷ و ۸    | سید محمود هاشمی شاهرودی صادق لاریجانی                            |
| ۱۸ | غلامحسین الهام      | ۶ سال    | ۵                 | سید محمود هاشمی شاهرودی                                          |
| ۱۹ | عباس کعبی           | ۶ سال    | ۵                 | سید محمود هاشمی شاهرودی                                          |
| ۱۷ | محسن اسماعیلی       | ۱۸ سال   | ۴، ۵، ۶ و ۷       | سید محمود هاشمی شاهرودی صادق لاریجانی                            |
| ۲۰ | محمد سلیمی          | ۶ سال    | ۶                 | صادق لاریجانی                                                    |
| ۲۱ | حسینعلی امیری       | ۶ سال    | ۵ و ۶             | سید محمود هاشمی شاهرودی                                          |
| ۲۲ | سیامک ره‌پیک         | (۱۳ سال) | ۶، ۷ و ۸          | صادق لاریجانی                                                    |
| ۲۳ | سام سوادکوهی        | ۶ سال    | ۶ و ۷             | صادق لاریجانی                                                    |
| ۲۴ | نجات‌الله ابراهیمیان | ۶ سال    | ۶ و ۷             | صادق لاریجانی                                                    |
| ۲۵ | فضل‌الله موسوی       | ۶ سال    | ۷                 | صادق لاریجانی                                                    |
| ۲۶ | محمد دهقان          | ۲ سال    | ۷                 | سید ابراهیم رئیسی                                                |
| ۲۷ | محمدحسن صادقی مقدم  | ۶ سال    | ۷ و ۸             | سید ابراهیم رئیسی                                                |
| ۲۸ | هادی طحان نظیف      | (۶ سال)  | ۷ و ۸             | سید ابراهیم رئیسی                                                |
| ۲۹ | غلامرضا مولابیگی    | (۳ سال)  | ۷ و ۸             | غلامحسین محسنی اژه‌ای                                             |
| ۳۰ | خیرالله پروین       | (۲ سال)  | ۸                 | غلامحسین محسنی اژه‌ای                                             |
| ۳۱ | سید بهزاد پورسید    | (۰ سال)  | ۸                 | غلامحسین محسنی اژه‌ای                                             |